# Acronicta grisea
Acronicta grisea är en fjärilsart som beskrevs av Walker 1856. Acronicta grisea ingår i släktet Acronicta och familjen nattflyn. Inga underarter finns listade i Catalogue of Life.

## Bildgalleri

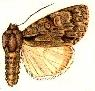